# Serieland
Serieland er Danmarks første tv-program om tv-serier samt TV 2's første egenproduktion til streamingtjenesten TV 2 Play og sendes i aktive sæsoner én gang hver 14. dag på TV 2 Play og TV 2 Zulu. I Serieland anmelder Frederik Dirks Gottlieb og Kasper Lundberg aktuelle serier, laver interviews med seriekyndige fagpersoner, sammensætter serielister, udskriver serierecepter til programmets seere og inviterer kendte, serienørdede gæster på besøg til livlige diskussioner om godt og skidt på seriefronten. Serieland leverer også indhold til TV2.dk samt Go’ Morgen Danmark hvor Frederik og Kasper er faste serieeksperter. 
Værterne Kasper og Frederik har også lavet Stream Team på Radio 24syv og laver nu Den Sorte Boks på DR P3.